# Моторний провулок (Київ)
Мото́рний прову́лок — провулок у Голосіївському районі міста Києва, місцевість Багринова гора. Пролягає від Моторної вулиці, приблизно посередині траси розгалужується на два напрямки — до вулиці Левітана та до промислової зони поблизу вулиці Пирогівський шлях (завершується тупиком).

## Історія
Провулок виник у середині XX століття. Сучасна назва — з кінця 1950-х років.

## Галерея

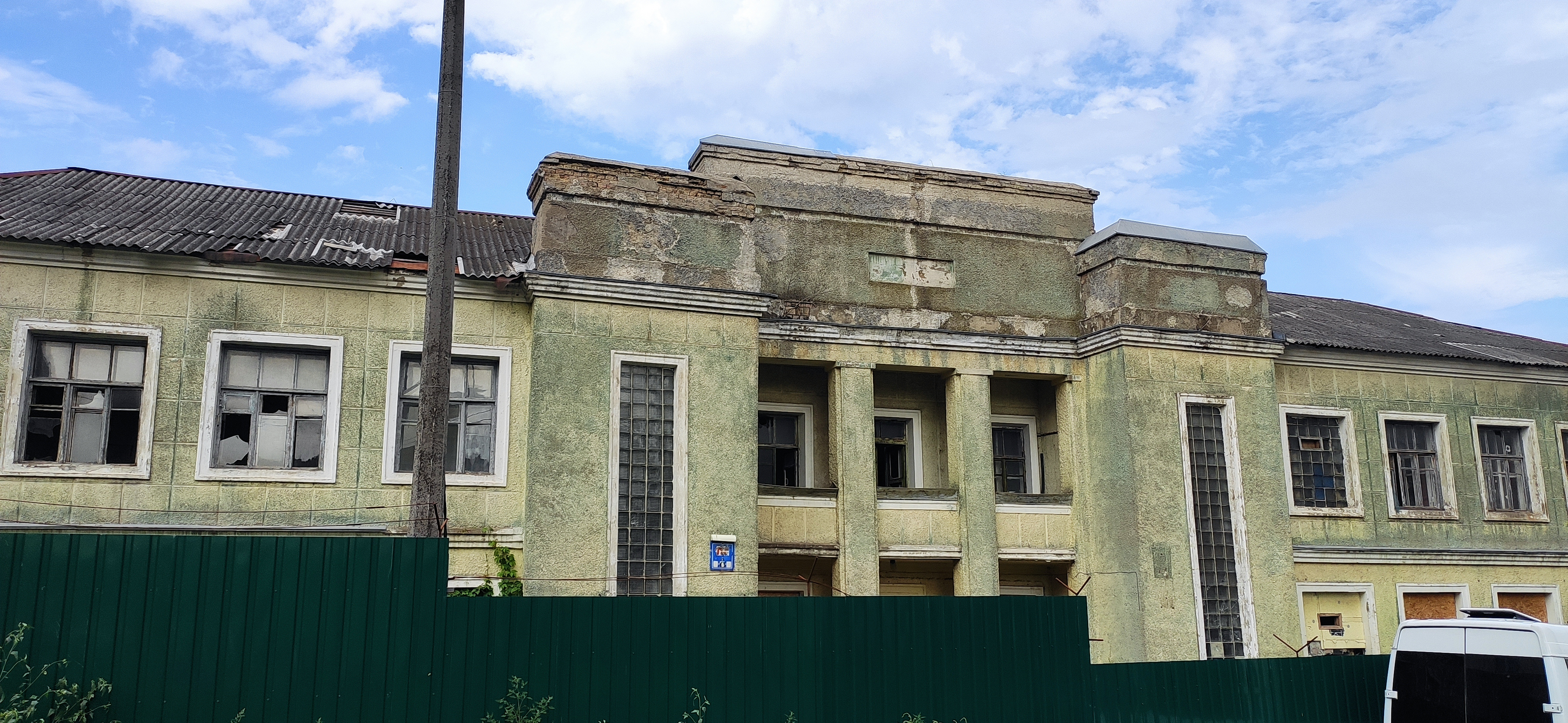
Будинок № 8 — колишні ясла Корчуватського цегляного заводу, 1937—1938 роки